# Jacques-Edouard Genevray
Jacques-Edouard Genevray, francoski general, * 1891, † 1953.